# Kendry Páez
Ray Kendry Páez Andrade (* 4. května 2007) je ekvádorský profesionální fotbalista, který hraje na pozici záložníka za klub Independiente del Valle a ekvádorský národní tým. V červenci 2025 se připojí k anglickému klubu Chelsea FC.

## Klubová kariéra

### Počátky kariéry
Páez se narodil v Guayaquilu a svou kariéru začal v mládežnickém klubu Academia Alfaro Moreno ve věku pěti let. Barceloně SC byla nabídnuta možnost zaregistrovat Páeze ve věku osmi let, ale klub s ním nepodepsal smlouvu, protože "pro prezidenta bylo příliš těžké zaplatit za hráče v tomto věku". Později krátce působil v Emelecu, než se přesunul do Patrie, kde začal pravidelněji nastupovat na pozici útočníka.

### Independiente del Valle
Páez nastoupil do Independiente del Valle v roce 2018 ve věku 11 let. Jeho výkony za jejich mládežnický tým, včetně toho, že byl vyhlášen nejlepším hráčem na turnaji Next Generation Trophy 2022 v rakouském Salcburku, přitáhly pozornost mnoha klubů po celé Evropě. Údajně o něj projevil zájem německý klub Borussia Dortmund, zatímco Manchester United stáhl svoji nabídku v prosinci 2022.
V patnácti letech byl povýšen do prvního týmu pro předsezónní přípravu. Dne 25. února 2023 oslavil svůj velmi očekávaný profesionální debut gólem; třetím při výhře 3:1 v ekvádorské Serii A nad Mushuc Runa. Poté, co na pravé straně pokutového území obdržel zpětnou přihrávku od Anthonyho Landázuriho, instinktivně poslal míč z voleje přes brankáře Jorgeho Piñose do vzdálenějšího rohu branky. Stal se tak nejmladším debutantem a nejmladším střelcem v ekvádorské nejvyšší soutěži.

### Chelsea
Dne 5. června 2023 bylo oznámeno, že Páez se po svých 18. narozeninách, tedy v létě 2025, připojí ke klubu Premier League Chelsea.

## Reprezentační kariéra
Paéz reprezentoval Ekvádor na úrovni do 17 let a v prvních dvou zápasech za reprezentaci skóroval proti Argentině i Kolumbii. Byl vynechán z ekvádorského týmu do 20 let pro Mistrovství Jižní Ameriky ve fotbale hráčů do 20 let 2023, aby se usnadnil jeho přechod do prvního týmu Independiente del Valle.
V březnu 2023 byl znovu povolán do ekvádorského týmu do 17 let na Mistrovství Jižní Ameriky ve fotbale hráčů do 17 let 2023. V prvním zápase si připsal asistenci u druhého gólu Ekvádoru při remíze 2:2 s Brazílií - přihrávku z vlastní poloviny, kterou pak proměnil spoluhráč Geremy de Jesús. Páez byl zařazen do kádru Ekvádoru pro Mistrovství světa ve fotbale hráčů do 20 let 2023 v Argentině; byl nejmladším hráčem zařazeným do finálového kádru kterékoli ze zúčastněných zemí na turnaji. Dne 26. května vstřelil gól při výhře Ekvádoru 9:0 nad Fidži a stal se tak nejmladším hráčem, který skóroval na Mistrovství světa ve fotbale hráčů do 20 let.
Dne 5. června 2023 byl Páez poprvé povolán do seniorského týmu Ekvádoru.
Dne 12. září 2023 debutoval v seniorském týmu, když nastoupil při výhře 2:1 v kvalifikaci na Mistrovství světa ve fotbale 2026 nad Uruguayí a asistoval u vítězného gólu Félixe Torrese. Stal se tak nejmladším hráčem, který kdy reprezentoval La Tri, a druhým nejmladším Jihoameričanem, který kdy hrál mezinárodní fotbal po Diegu Maradonovi. Dne 12. října vstřelil svůj první gól za Ekvádor při výhře 2:1 nad Bolívií a stal se tak ve věku 16 let a 161 dní nejmladším střelcem v kvalifikaci na mistrovství světa CONMEBOL.

## Styl hry
Paéz, popisovaný jako nebojácný driblér, se inspiroval svým ekvádorským krajanem Gonzalem Platou a Argentincem Lionelem Messim, které sledoval jako dítě, aby zlepšil své vlastní driblovací schopnosti.

## Statistiky

### Klubové
Platí k zápasu hranému 17. prosince 2023.
| Klub                    | Sezóna            | Liga              | Liga   | Liga | Národní pohár | Národní pohár | Ligový pohár | Ligový pohár | Kontinentální | Kontinentální | Ostatní | Ostatní | Celkově | Celkově |
| Klub                    | Sezóna            | Soutěž            | Zápasy | Góly | Zápasy        | Góly          | Zápasy       | Góly         | Zápasy        | Góly          | Zápasy  | Góly    | Zápasy  | Góly    |
| ----------------------- | ----------------- | ----------------- | ------ | ---- | ------------- | ------------- | ------------ | ------------ | ------------- | ------------- | ------- | ------- | ------- | ------- |
| Independiente del Valle | 2023              | Serie A           | 24     | 5    | 0             | 0             | —            | —            | 5             | 0             | 0       | 0       | 29      | 5       |
| Celkově v kariéře       | Celkově v kariéře | Celkově v kariéře | 24     | 5    | 0             | 0             | 0            | 0            | 5             | 0             | 0       | 0       | 29      | 5       |

### Reprezentační
Platí k zápasu hranému 22. listopadu 2023.
| Ekvádor | Ekvádor | Ekvádor |
| Rok     | Zápasy  | Góly    |
| ------- | ------- | ------- |
| 2023    | 5       | 1       |
| Celkově | 5       | 1       |

#### Reprezentační góly
| Gól | Datum          | Místo                                   | Soupeř  | Skóre | Výsledek | Soutěž                                           |
| --- | -------------- | --------------------------------------- | ------- | ----- | -------- | ------------------------------------------------ |
| 1.  | 12. října 2023 | Estadio Hernando Siles, La Paz, Bolívie | Bolívie | 1:0   | 2:1      | Kvalifikace na Mistrovství světa ve fotbale 2026 |